# Ugtálcajdam járás
Ugtálcajdam járás (mongol nyelven: Угтаалцайдам сум) Mongólia Központi tartományának egyik járása. Területe 1500 km². Népessége kb. 4500 fő.
Székhelye, Ar Aszgat (Ар Асгат) 177 km-re fekszik Dzúnmod tartományi székhelytől és 125 km-re Ulánbátortól.